# 302 Clarissa
Clarissa (định danh hành tinh vi hình: 302 Clarissa)  là một tiểu hành tinh điển hình ở vành đai chính. Thành phần cấu tạo của nó có lẽ bằng cacbonat nguyên thủy. Nó có bề mặt tối.
Ngày 14 tháng 11 năm 1890, nhà thiên văn học người Pháp Auguste Charlois phát hiện tiểu hành tinh Clarissa khi ông thực hiện quan sát ở Nice và nguồn gốc tên gọi của nó vẫn chưa được biết.